# Aulocyathus
Genre
Aulocyathus forme un genre de coraux de la famille des Caryophylliidae.

## Liste d'espèces
Selon ITIS (20 août 2015) et World Register of Marine Species (20 août 2015), Aulocyathus comprend les espèces suivantes :
- Aulocyathus atlanticus Zibrowius, 1980
- Aulocyathus juvenescens Marenzeller, 1904
- Aulocyathus matricidus Kent, 1871
- Aulocyathus recidivus Dennant, 1906